# Vírabhadrásana I

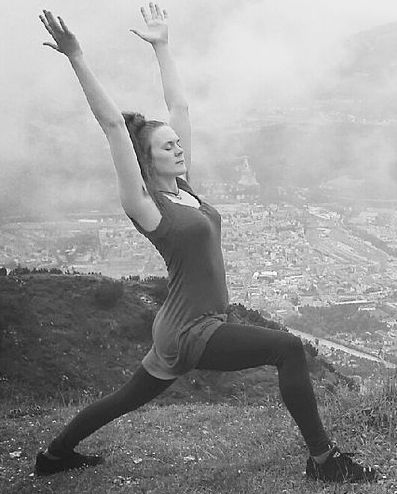
Vorabhadrásana I (Bojovník I)

Vírabhadrasána I ((वीरभद्रासन) neboli „bojovník“ je jednou z ásan. Virabhadrásana je energetizující poloha, která naplňuje tělo silou.[zdroj⁠?!]

## Etymologie
Název pochází ze sanskrtského vira hrdina, bhadra přítel asana (आसन) posed/pozice.

## Popis
- vychází se z polohy hory (tadásana).
- unožít pravou nohou 120–130 cm, vzpažit, dlaně spojené, lokty uzamčené u uší.
- vytočit chodidla tak, že přední část je ve směru těla a zadní je oporou a proto je v úhlu 45°–60°
- pánev je rovnoběžně s přední hranou podložky, osa středu těla je kolmo do podložky a prochází přes stydkou kost, pupek, hruď a konečky prstů, páteř vzpřímená, nehrbit se a nelomit se v pase
- pevně opřen o zadní nohu, krčit přední nohu v koleni, dokud není stehno rovnoběžně s podložkou, koleno pokrčené nohy je přímo nad patou a pohled směřuje na dlaně, vytahovat se ke stropu, v poloze vydržet 5 nádechů
- s nádechem zpevnit se v předním stehnu, přejít do stoje, vytočit chodidla na druhou stranu a povést bojovníka i na druhou stranu.